# Postsozialismusforschung
Die Postsozialismusforschung ist eine ethno- bzw. soziologische Forschungsrichtung, welche nach 1989 durch den Zusammenbruch der sozialistischen Systeme in Europa sowie den Nachfolgestaaten der UdSSR entstanden ist. Sie sucht nach Erklärungen für den wirtschaftlichen Verfall und die politische Unsicherheit in vielen Staaten der betroffenen Region. Dabei wird u. a. der Rolle des sozialen und kulturellen Kapitals, der Anwendbarkeit westlich geprägter Gesellschaftsmodelle, der Gestaltung von Konsum-, Wirtschafts- und Politikverhalten sowie der Herausbildung neuer Eliten nachgegangen.
Aus ethnologischer Sicht ist die Postsozialismusforschung ein Teil der Entwicklung der Wissenschaft von isolierten Naturvölkern hin auch zu komplexeren Gesellschaften, wie jenen Europas. Die Methode, die dabei angewandt wird, ist die qualitative Feldforschung, welche westlichen Sozialwissenschaftlern im ehemaligen Ostblock erst seit 1989 möglich ist.

## Infragestellung der Transition
Die zwangsweise Einführung des sozialistischen Systems zerstörte die Integrität vieler sozialer Gruppen sowie einzelner Lebensschicksale, aber auch der Untergang dieses Systems wirkte sich für Millionen von Menschen in den postsozialistischen Staaten Europas und Zentralasiens verheerend aus. Ethnologische Untersuchungen zeigen, dass vor dem Hintergrund der gegenwärtigen Veränderungen bestimmte frühere Werte und Verhaltensmuster auch heute noch eine signifikante Rolle spielen. Aus Sicht der Postsozialismusforschung muss daher der gängige Begriff einer kontinuierlichen Transition vom Sozialismus Richtung Kapitalismus zumindest hinterfragt werden.

## Wichtige Vertreter
- Christopher Hann, Max-Planck-Institut für ethnologische Forschung, Halle (Saale)
- Katherine Verdery, University of Michigan
- Caroline Humphrey, Universität Cambridge
- Stephan Feuchtwang, London School of Economics and Political Science
- Christian Giordano, Universität Freiburg (Schweiz)
- Alexander Alexandrowitsch Sinowjew, sowjetisch-russischer Soziologe, Logiker und Schriftsteller